# Erich Farthofer
Erich Farthofer (ur. 27 kwietnia 1951 w Wiehalm) – austriacki polityk, kolejarz i samorządowiec, członek Rady Federalnej, deputowany do Parlamentu Europejskiego IV kadencji.

## Życiorys
Z zawodu kolejarz, w 1972 uzyskał uprawnienia maszynisty. Pracował zawodowo w austriackich kolejach państwowych Österreichische Bundesbahnen. Zaangażował się w działalność polityczną w ramach Socjaldemokratycznej Partii Austrii. W latach 1980–1983 był członkiem samorządu miejskiego w Schwarzenau. W 1979 został przewodniczącym SPÖ w Schwarzenau, a w 1983 w powiecie Zwettl, wchodząc wówczas również w skład regionalnego zarządu socjaldemokratów w Dolnej Austrii. Został również członkiem regionalnych władz organizacji charytatywnej Volkshilfe.
Od 1986 do 1999 zasiadał w austriackim Bundesracie. W latach 1995–1996 jednocześnie sprawował mandat eurodeputowanego w ramach delegacji krajowej. Od 1999 do 2003 był członkiem landtagu Dolnej Austrii.
Odznaczony Wielką Srebrną Odznaką Honorową za Zasługi dla Republiki Austrii (1994).